# Humor acuoso
El humor acuoso es un líquido incoloro que se encuentra entre las cámaras anterior y posterior del ojo. Sirve para nutrir y oxigenar las estructuras del globo ocular que no tienen aporte sanguíneo, como la córnea y el cristalino. Si la presión del humor acuoso se eleva, se produce una de varias enfermedades conocidas como glaucoma.

## Anatomía
El humor acuoso presenta una cámara anterior que se encuentra delimitada por la cara posterior de la córnea y la cara anterior del iris. También presenta una cámara posterior que se encuentra delimitada por la cara posterior del iris, la cara anterior del cristalino, las zónulas y los cuerpos ciliares.

## Función
- Estructural: Las cámaras anterior y posterior están limitadas por estructuras que no pueden permanecer por sí mismas en su posición, por lo que el contener el humor acuoso en su interior les ayuda a no colapsarse. La presión intraocular que ejerce el humor acuoso debe de permanecer entre 12 a 20 mm/Hg. En caso de desestabilizarse se producen diversas patologías.
- Nutrición: Debido al contenido de nutrientes del humor acuoso y a que está en contacto con las estructuras avasculares del ojo como la córnea y el cristalino, les aporta los nutrientes necesarios y recoge sus desechos. Está compuesto en un 98 % por agua, en la que están disueltas diversas sustancias como proteínas, enzimas, glucosa, sodio y potasio.
- Refracción: Contribuye a la refracción de la luz que penetra en el ojo para que los rayos luminosos converjan en la retina, aunque su capacidad de refracción es menor que la del cristalino.

## Circulación del humor acuoso
El humor acuoso se forma en los cuerpos ciliares que se encuentran en la cámara posterior del ojo, mediante filtración de los capilares sanguíneos. Fluye a través de la pupila hacia la cámara anterior, donde se reabsorbe por la red trabecular hacia el canal de Schlemm, que finalmente lo drena a la circulación venosa. A esta vía se le llama vía trabecular. Existe otra vía de drenaje llamada vía uveoescleral, por el iris, la úvea y el músculo ciliar. En condiciones normales se renueva completamente cada 90 minutos.

## Patología del humor acuoso
Clínicamente la patología del humor acuoso se divide en dos:
1. Cuando la producción del humor acuoso se incrementa más allá de lo que puede aumentar su eliminación.
2. Cuando la producción del humor acuoso es adecuada, pero su eliminación está limitada.

Por lo que, en resumen, podemos asumir que el equilibrio entre la producción y la reabsorción del humor acuoso es de suma importancia para que la presión intraocular se mantenga dentro de los límites adecuados.